# アブー・アルハサン・アリー
アブー・アルハサン・アリー（アラビア語: أبو الحسن علي بن عثمان Abu Al-Hasan 'Ali ibn 'Othman, 1297年 - 1351年5月24日）は、マリーン朝の第11代君主（スルターン、在位：1331年 - 1348年）。  スルターン・アブー・サイード・ウトマーン2世とエチオピア出身の母の間に生まれた黒い肌の持ち主であり、「モロッコの黒いスルターン」と呼ばれた。

## 生涯

### 即位以前
父アブー・サイード・ウトマーン2世の存命中はフェスの留守を固めた。1331年に父が没すると跡を継ぎ、イフリーキーヤ（現在のチュニジア）を治めるハフス朝のスルターン・アブー・バクルの娘と結婚した。この婚姻は父が生前取り決めていたものであり、マリーン朝とハフス朝の関係を深める意図があった。本来はアブー・バクルの娘ファーティマと結婚する予定だったが、結婚前にファーティマが急逝したため彼女の妹を娶った。

### アルジェリア西部の制圧
1333年6月、グラナダのナスル朝のスルターン・ムハンマド4世の求めに応じて、5000人からなる軍を地中海を挟んで対岸にあるイベリア半島のアルヘシラスに派遣する。2か月にわたる包囲の末に、1309年以来カスティーリャ王国に奪われていたジブラルタルを回復した。ジブラルタル制圧の成功はナスル朝の宮廷にマリーン朝の影響力がより増すのではないかと恐怖を煽り、わずか数か月後にムハンマド4世がグラナダ宮廷の貴族に暗殺される事件を引き起こした。ムハンマド4世の跡を継いでナスル朝を継承したユースフ1世は、ムハンマド4世暗殺の経緯にもかかわらずマリーン朝との同盟関係を維持した。
1334年にアブー・アルハサンは義父アブー・バクルの要請を受け、イフリーキーヤに侵入したザイヤーン朝のアブー・タシュフィーン1世と交戦した。1335年初頭、アルハサン指揮下のマリーン朝軍はザイヤーン朝の首都トレムセンに西から進攻、東からはハフス朝の艦隊が援護攻撃を行い、タシュフィーン1世はトレムセンに撤退した。敵地に進入したマリーン朝軍はトレムセンを包囲、かつてスルターン・アブー・ヤアクーブ・ユースフがトレムセンの南西に建設したアル・マンスーラの町を修復し、ここを宿営地とした。1336年または1337年にトレムセンの包囲を中断して、領地のシジルマサで独立を企てる兄弟のアブー・アリーの討伐に向かわなければならなかったが、1337年5月に2年にわたる包囲の末にトレムセンを陥落させた。タシュフィーン1世と彼の兄弟は捕らえられて斬殺され、トレムセン占領から間も無く、ザイヤーン朝の支配下にあったアルジェリア西部はマリーン朝に併合された。

### イベリア進出の挫折
輝かしい戦勝の後、1339年にナスル朝のユースフ1世から、カスティーリャ王国撃退の援軍を要請される。モロッコから押し寄せた多数のマリーン朝軍は、カスティーリャ王アルフォンソ11世に敵対していたポルトガル王アフォンソ4世との和解を決断させるほどの脅威だった。1339年はアルカンタラ騎士団、サンティアゴ騎士団とナスル朝、マリーン朝双方の間で小規模の小競り合いが起きるにとどまるが、翌年に事態が進展する。1340年4月、提督アロンソ・ジョフレ・テノーリオ指揮下のカスティリャ艦隊（約32隻のガレー船で構成されていた）がマリーン朝の艦隊を撃破するべくセウタから出撃した。ムハンマド・イブン・アリー・アル＝アザフィー指揮下のマリーン朝艦隊はカスティーリャの船団を迎撃、4月5日のジブラルタル近海で海戦が行われた。結果はマリーン朝の勝利に終わり、テノーリオは戦死、無事に退却できたカスティリャの艦船は5隻だけだった。同年8月14日、海上からの脅威が消えた後に海峡の向こうのアルヘシラスに軍隊と輜重を送り、自らも大軍を率いてイベリア半島に上陸した。翌月にユースフ1世が率いるグラナダの軍と合流し、タリファの包囲に取り掛かった。
絶望的な状況に陥ったアルフォンソ11世は義父アフォンソ4世に助けを求め、婿からの要請を受け入れたアフォンソ4世はジェノヴァから艦船を借り受けて戦力を増強した艦隊を派遣、ポルトガル艦隊によってタリファ包囲が解除され、モロッコからの補給線が絶たれた。そしてポルトガル艦隊の攻撃中に、セビリア近郊でアルフォンソ11世とアフォンソ4世の軍が合流し、タリファ救援に向かった。マリーン朝、ナスル朝のイスラム教軍とカスティーリャとポルトガルの連合軍は1340年10月にサラード川で交戦するが（en:battle of Rio Salado）、結果はイスラム側の敗戦に終わり、マリーン朝軍はアルヘシラスに退却した。この敗戦の後にアルハサンはイベリア半島については防備に専念することを決め、マリーン朝の軍事活動の中心地は北アフリカに移る。アルヘシラスは1344年3月にアルフォンソ11世によって奪還され、マリーン朝がイベリア半島に有する都市はジブラルタルのみとなった。

### 王朝最大版図の実現と崩壊
1346年に義父アブー・バクルがチュニスで没した後、ハフス朝内では後継者争いが勃発したイフリーキーヤは分裂状態になり、王位を争う一派の中からマリーン朝の支援を求める者たちが現れた。1347年初頭、ハフス朝から亡命した侍従（ハージブ）イブン・ティーファラージーンの進言を容れたアルハサンは、息子のアブー・イナーン・ファーリスにトレムセンを中心とするマグリブ中部の支配を委ね、東進を開始した。マリーン朝軍はイフリーキーヤを早々に通り抜け、同年9月15日にチュニスに入城する。モロッコからチュニジアにわたる北アフリカ一帯がマリーン朝の支配下に置かれ、マリーン朝はかつてマグリブを支配していたムワッヒド朝に匹敵する大国となった。
しかし、広大な領土を最後まで保つことはできなかった。マグリブ南部のカビーラの非友好的なアラブ遊牧民（ベドウィン）に対して、彼らの指導者が封地に有する権利を認め、役人に登用することで懐柔を図った。1348年4月、カイラワーン近郊の戦いでアルハサンはアラブ遊牧民および彼らの支援を受けたハフス朝のスルタン・アブー・アルアッバース・アフマドとの戦いに敗れ、その余波を受けてチュニス、トレムセンにおけるマリーン朝の権威は失墜した。タシュフィーン1世の末子アブー・サイード・ウスマーン2世がトレムセンを回復、ハフス朝の王子たちもコンスタンティーヌ、ボーナ、ヴィジャヤを拠点としてそれぞれ王位を主張した。マリーン「帝国」は早くも崩壊し、ムワッヒド朝の再建というアルハサンの夢は水泡に帰した。1349年12月13日にアルハサンはやむなくチュニスを後にするが、陸路は敵軍に阻まれており、海路によってヴィジャヤに帰還しようとした。しかし、船は嵐に見舞われて損傷を受け、ヴィジャヤへの入港を阻止され、艦船は沈没して将兵、艦船に同乗していた法学者たちの多くが溺死した。数人の部下と共にかろうじてアルジェリアに逃れ、奪回に十分な数の軍隊を集めてトレムセンに向かうが、シェリーフ川付近の戦いでザイヤーン朝の王子に敗れて計画を挫かれる。
なお、最大版図を実現したマリーン朝の急速な崩壊について、チェコスロバキアのアラブ史研究者であるI.フルベクは、人材と物資が二方向に分散していたこと、王朝内に存在していた部族主義と地域主義、財政にかかる負担、国内の統制の不足を原因として挙げた。

### 息子との戦い
一方フェスでは、アルハサンがカイラワーンで戦死したという偽の報告を信じたアブー・イナーンがスルターンを称しており、マリーン朝内にスルターンが2人並ぶ事態が起きていた。自身の支持者が息子の軍に破られるとアルハサンはシジルマサに転進せざるを得なくなり、同地を拠点としてスルターンの地位を回復する機会を待つが、アブー・イナーンの軍隊がシジルマサへと追撃をかけると、彼は側近と共にマラケシュに逃亡する。1350年5月、ウム・エル・ルビア川 (en) 付近の丘の戦いでアブー・イナーン軍が勝利すると大勢は決し、敗れたアルハサンはアトラス山脈中のヒンタータ族の元に亡命した。物資の欠乏と病によって追い詰められた「偉大なるスルターン」は、ついに息子への譲位を認めた。
1351年5月24日、アルハサンはアトラス山中の潜伏地で病死した。彼の遺体はアブー・イナーンの元へ届けられて大規模な国葬が執り行われ、シェラ (en) にあるマリーン王家の墓城に埋葬された。

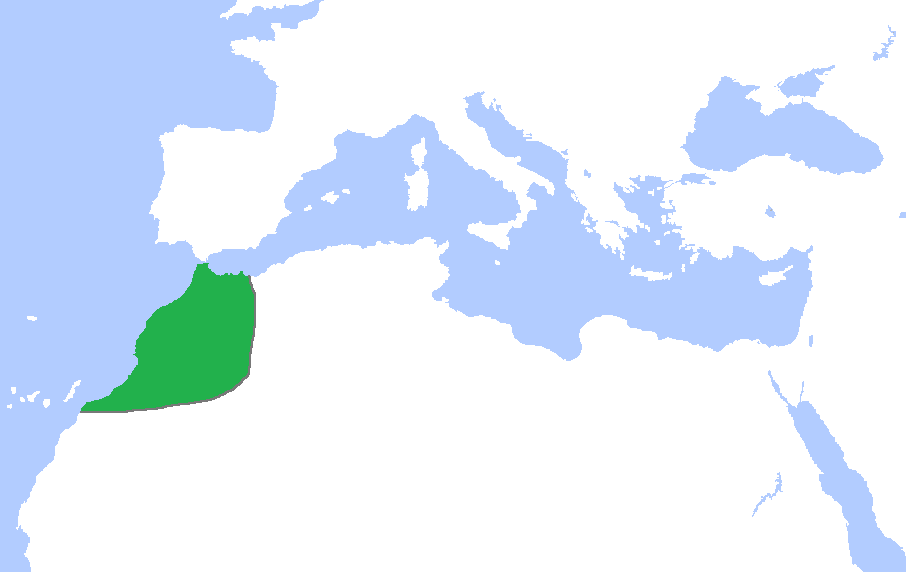
1300年当時のマリーン朝の支配領域
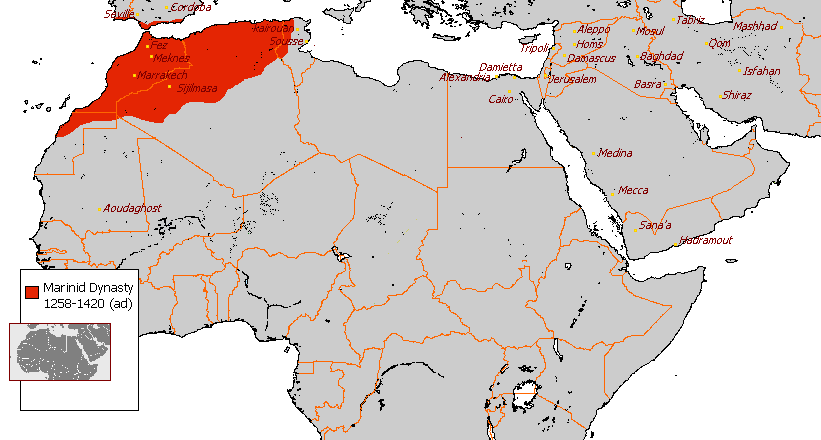
チュニス制圧後のマリーン朝の支配領域

## 文化事業
征服事業以外に、アブー・アルハサンは学芸と芸術の保護でも名を残している。即位前にフェスに建設した神学校（メデルサ）アッタラーン・メデルサ (en) は今日も姿を留めている。即位後に完成させた建設物としては、フェスのエッ・サハーリジ・メデルサ、父ウトマーン2世の事業を継いでシェラに建てた王家の霊廟などがある。また、征服地においても建築事業を推進しており、1339年にトレムセン近郊にあるウッバードの村に神秘主義の聖者（スーフィー）アブー・マドヤンを祀るモスクを建てた。チュニスへの遠征においては学者たちを帯同させるが、1348年のヴィジャヤ沖での艦船の沈没によってアブド・アッラー・アッサッティー、イブン・アッサッバーグら法学者も軍人たちと共に不慮の死を遂げた。